# خورتيتسيا
خورتيتسيا (بالأوكرانية: Хортиця) هي أكبر جزيرة في نهر دنيبر، ويبلغ طولها 12.5 كم (7.77 ميل) ويصل عرضها إلى 2.5 كم (1.55 ميل). تشكل الجزيرة جزءاً من حديقة خورتيتسيا الوطنية. يقع هذا الموقع التاريخي داخل حدود مدينة زاباروجيا، بأوكرانيا.
لعبت الجزيرة دوراً بارزاً في تاريخ أوكرانيا، وخاصة في تاريخ القوزاق الزابوروجيين. تحتوي الجزيرة على نباتات وحيوانات فريدة من نوعها، بما في ذلك بساتين البلوط وغابات التنوب والمروج والسهوب. يبدو الجزء الشمالي من الجزيرة صخري جداً ومرتفع (30 م أو 98 ق فوق قاع النهر) مقارنة بالجزء الجنوبي المنخفض والذي غالباً ما تغمره مياه نهر دنيبر.

## الجغرافيا والموقع

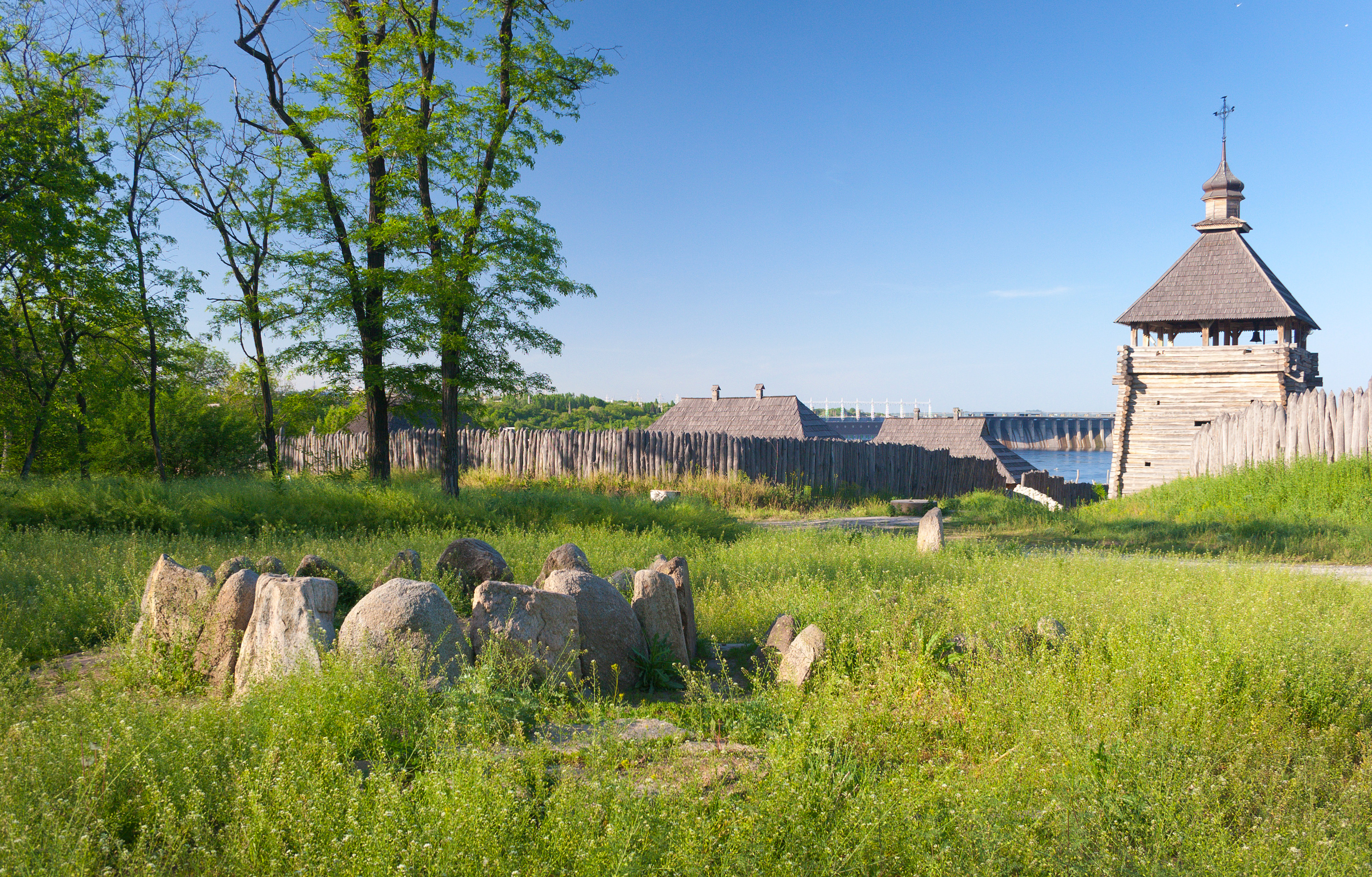
إعادة بناء مذبح من العصر الحجري الحديث في خورتيتسيا

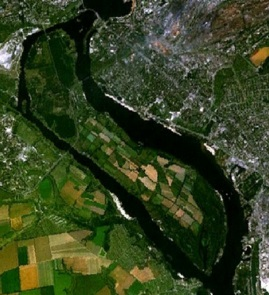
الجزيرة من الفضاء

أخذت زابوريجيا (وترجمتها المباشرة هي «ما وراء الروافد») اسمها من منطقة جغرافية تقع أدنى نهر الدنيبر بعد الرافد السريع التاسع (طالع روافد الدنيبر [الإنجليزية]). في ثلاثينيات القرن العشرين، عندما بُنيت محطة دنيبر للطاقة الكهرومائية، غمرت المياه هذه الروافد. فقط المنحدرات الجرانيتية، التي يصل ارتفاعها إلى 50 م (160 ق)، هي الشاهدة على التضاريس الصخرية الأصلية للمنطقة.
توجد ثلاثة أبراج نقل كهربائية تقع على قمة سافوتين بخورتيتسيا، بالقرب من واد يحمل نفس الاسم، وهي بطول 74.5 م (244 ق)، تسمى أبراج زابوريجيا الثلاثية، وهي جزء من خط كهرباء بقوة 150 كيلو فولت يعبر نهر دنيبر.

## وصلات خارجية
- Official website of Khortytsia National Reserve
- Official website of Historic Cultural Complex Zaporizhian Sich
- website of Lapidarium